# Primetime Emmy al millor actor secundari en sèrie dramàtica
El Primetime Emmy al millor actor secundari en sèrie dramàtica (en anglès Primetime Emmy Award for Outstanding Supporting Actor in a Drama Series) és el Premi Emmy que s'atorga anualment a la millor actuació masculina de repartiment en una sèrie dramàtica de televisió.

## Guanyadors i nominats
El guanyador de cada any es mostra sobre fons groc:

### Dècada del 1950
| Any  | Actor         | Programa | Personatge |
| ---- | ------------- | -------- | ---------- |
| 1959 | Dennis Weaver | Gunsmoke |            |

### Dècada del 1960
| Any  | Actor                | Programa                                 | Personatge |
| ---- | -------------------- | ---------------------------------------- | ---------- |
| 1960 | No hi va haver premi |                                          |            |
| 1961 | Roddy McDowall       | Our American Heritage: Not Without Honor |            |
| 1962 | No hi va haver premi |                                          |            |
| 1963 | No hi va haver premi |                                          |            |
| 1964 | Albert Paulsen       | Bob Hope Presents the Chrysler Theatre   |            |
| 1965 | No hi va haver premi |                                          |            |
| 1966 | James Daly           | Hallmark Hall of Fame: Eagle in a Cage   |            |
| 1967 | Eli Wallach          | The Poppy is Also a Flower               |            |
| 1968 | Milburn Stone        | Gunsmoke                                 |            |
| 1969 | No hi va haver premi |                                          |            |

### Dècada del 1970
| Any  | Actor            | Programa                         | Personatge |
| ---- | ---------------- | -------------------------------- | ---------- |
| 1970 | James Brolin     | Marcus Welby, M.D.               |            |
| 1971 | David Burns      | Hallmark Hall of Fame: The Price |            |
| 1972 | Jack Warden      | Brian's Song                     |            |
| 1973 | Scott Jacoby     | That Certain Summer              |            |
| 1974 | Michael Moriarty | The Glass Menagerie              |            |
| 1975 | Will Geer        | The Waltons                      |            |
| 1976 | Anthony Zerbe    | Harry O                          |            |
| 1977 | Gary Frank       | Family                           |            |
| 1978 | Robert Vaughn    | Washington: Behind Closed Doors  |            |
| 1979 | Stuart Margolin  | The Rockford Files               |            |

### Dècada del 1980
| Any                | Actor              | Programa                 | Personatge | Cadena |
| ------------------ | ------------------ | ------------------------ | ---------- | ------ |
| 1979-1980          |                    |                          |            |        |
| Stuart Margolin    | The Rockford Files | Angel Martin             | NBC        |        |
| Mason Adams        | Lou Grant          | Charlie Hume             | CBS        |        |
| Noah Beery         | The Rockford Files | Joseph Rockford          | NBC        |        |
| Robert Walden      | Lou Grant          | Joe Rossi                | CBS        |        |
| 1980-1981          |                    |                          |            |        |
| Michael Conrad     | Hill Street Blues  | Sgt. Phil Esterhaus      | NBC        |        |
| Mason Adams        | Lou Grant          | Charlie Hume             | CBS        |        |
| Charles Haid       | Hill Street Blues  | Officer Andy Renko       | NBC        |        |
| Robert Walden      | Lou Grant          | Joe Rossi                | CBS        |        |
| Bruce Weitz        | Hill Street Blues  | Detectiu Mick Belker     | NBC        |        |
| 1981-1982          |                    |                          |            |        |
| Michael Conrad     | Hill Street Blues  | Sgt. Phil Esterhaus      | NBC        |        |
| Taurean Blacque    | Hill Street Blues  | Detectiu Neal Washington | NBC        |        |
| Charles Haid       | Hill Street Blues  | Officer Andy Renko       | NBC        |        |
| Michael Warren     | Hill Street Blues  | Officer Bobby Hill       | NBC        |        |
| Bruce Weitz        | Hill Street Blues  | Detectiu Mick Belker     | NBC        |        |
| 1982-1983          |                    |                          |            |        |
| James Coco         | St. Elsewhere      | Arnie                    | NBC        |        |
| Ed Begley, Jr.     | St. Elsewhere      | Dr. Victor Ehrlich       | NBC        |        |
| Michael Conrad     | Hill Street Blues  | Sgt. Phil Esterhaus      | NBC        |        |
| Joe Spano          | Hill Street Blues  | Sgt. Henry Goldblume     |            |        |
| Bruce Weitz        | Hill Street Blues  | Detectiu Mick Belker     |            |        |
| 1983-1984          |                    |                          |            |        |
| Bruce Weitz        | Hill Street Blues  | Detectiu Mick Belker     | NBC        |        |
| Ed Begley, Jr.     | St. Elsewhere      | Dr. Victor Ehrlich       | NBC        |        |
| Michael Conrad     | Hill Street Blues  | Sgt. Phil Esterhaus      | NBC        |        |
| John Hillerman     | Magnum, P.I.       | Jonathan Higgins         | CBS        |        |
| James Sikking      | Hill Street Blues  | Tinent Howard Hunter     | NBC        |        |
| 1984-1985          |                    |                          |            |        |
| Edward James Olmos | Miami Vice         | Tinent Martin Castillo   | NBC        |        |
| Ed Begley, Jr.     | St. Elsewhere      | Dr. Victor Ehrlich       | NBC        |        |
| John Hillerman     | Magnum, P.I.       | Jonathan Higgins         | CBS        |        |
| John Karlen        | Cagney & Lacey     | Harvey Lacey             | CBS        |        |
| Bruce Weitz        | Hill Street Blues  | Detectiu Mick Belker     | NBC        |        |
| 1985-1986          |                    |                          |            |        |
| John Karlen        | Cagney & Lacey     | Harvey Lacey             | CBS        |        |
| Ed Begley, Jr.     | St. Elsewhere      | Dr. Victor Ehrlich       | NBC        |        |
| John Hillerman     | Magnum, P.I.       | Jonathan Higgins         | CBS        |        |
| Edward James Olmos | Miami Vice         | Tinent Martin Castillo   | NBC        |        |
| Bruce Weitz        | Hill Street Blues  | Detectiu Mick Belker     | NBC        |        |
| 1986-1987          |                    |                          |            |        |
| John Hillerman     | Magnum, P.I.       | Jonathan Higgins         | CBS        |        |
| Ed Begley, Jr.     | St. Elsewhere      | Dr. Victor Ehrlich       | NBC        |        |
| John Karlen        | Cagney & Lacey     | Harvey Lacey             | CBS        |        |
| Jimmy Smits        | L.A. Law           | Victor Sifuentes         | NBC        |        |
| Michael Tucker     | L.A. Law           | Stuart Markowitz         | NBC        |        |
| 1987-1988          |                    |                          |            |        |
| Larry Drake        | L.A. Law           | Benny Stulwicz           | NBC        |        |
| Ed Begley, Jr.     | St. Elsewhere      | Dr. Victor Ehrlich       | NBC        |        |
| Timothy Busfield   | thirtysomething    | Elliot Weston            | ABC        |        |
| Alan Rachins       | L.A. Law           | Douglas Brackman         | NBC        |        |
| Jimmy Smits        | L.A. Law           | Victor Sifuentes         | NBC        |        |
| 1988-1989          |                    |                          |            |        |
| Larry Drake        | L.A. Law           | Benny Stulwicz           | NBC        |        |
| Jonathan Banks     | Wiseguy            | Frank McPike             | CBS        |        |
| Timothy Busfield   | thirtysomething    | Elliot Weston            | ABC        |        |
| Richard Dysart     | L.A. Law           | Leland McKenzie          | NBC        |        |
| Jimmy Smits        | L.A. Law           | Victor Sifuentes         | NBC        |        |

### Dècada del 1990
| Any               | Actor                       | Programa           | Personatge | Cadena |
| ----------------- | --------------------------- | ------------------ | ---------- | ------ |
| 1989-1990         |                             |                    |            |        |
| Jimmy Smits       | L.A. Law                    | Victor Sifuentes   | NBC        |        |
| Timothy Busfield  | thirtysomething             | Elliot Weston      | ABC        |        |
| Larry Drake       | L.A. Law                    | Benny Stulwicz     | NBC        |        |
| Richard Dysart    | L.A. Law                    | Leland McKenzie    | NBC        |        |
| Dean Stockwell    | Quantum Leap                | Al Calavicci       | NBC        |        |
| 1990-1991         |                             |                    |            |        |
| Timothy Busfield  | thirtysomething             | Elliot Weston      | ABC        |        |
| David Clennon     | thirtysomething             | Miles Drentell     | ABC        |        |
| Richard Dysart    | L.A. Law                    | Leland McKenzie    | NBC        |        |
| Jimmy Smits       | L.A. Law                    | Victor Sifuentes   | NBC        |        |
| Dean Stockwell    | Quantum Leap                | Al Calavicci       | NBC        |        |
| 1991-1992         |                             |                    |            |        |
| Richard Dysart    | L.A. Law                    | Leland McKenzie    | NBC        |        |
| Edward Asner      | The Trials of Rosie O'Neill | Walter Kovatch     | CBS        |        |
| John Corbett      | Northern Exposure           | Chris Stevens      | CBS        |        |
| Richard Kiley     | The Ray Bradbury Theater    | Doug Spaulding     | HBO        |        |
| Jimmy Smits       | L.A. Law                    | Victor Sifuentes   | NBC        |        |
| Dean Stockwell    | Quantum Leap                | Al Calavicci       | NBC        |        |
| 1992-1993         |                             |                    |            |        |
| Chad Lowe         | Life Goes On                | Jesse McKenna      | ABC        |        |
| Barry Corbin      | Northern Exposure           | Maurice Minnifield | CBS        |        |
| John Cullum       | Northern Exposure           | Holling Vincouver  | CBS        |        |
| Fyvush Finkel     | Picket Fences               | Douglas Wambaugh   | CBS        |        |
| Dean Stockwell    | Quantum Leap                | Al Calavicci       | NBC        |        |
| 1993-1994         |                             |                    |            |        |
| Fyvush Finkel     | Picket Fences               | Douglas Wambaugh   | CBS        |        |
| Gordon Clapp      | NYPD Blue                   | Greg Medavoy       | ABC        |        |
| Barry Corbin      | Northern Exposure           | Maurice Minnifield | CBS        |        |
| Nicholas Turturro | NYPD Blue                   | James Martinez     | ABC        |        |
| Ray Walston       | Picket Fences               | Henry Bone         | CBS        |        |
| 1994-1995         |                             |                    |            |        |
| Ray Walston       | Picket Fences               | Henry Bone         | CBS        |        |
| Hector Elizondo   | Chicago Hope                | Phillip Watters    | CBS        |        |
| James Earl Jones  | Under One Roof              | Neb Langston       | CBS        |        |
| Eriq La Salle     | ER                          | Peter Benton       | NBC        |        |
| Noah Wyle         | ER                          | John Carter        | NBC        |        |
| 1995-1996         |                             |                    |            |        |
| Ray Walston       | Picket Fences               | Henry Bone         | CBS        |        |
| Hector Elizondo   | Chicago Hope                | Phillip Watters    | CBS        |        |
| James McDaniel    | NYPD Blue                   | Arthur Fancy       | ABC        |        |
| Stanley Tucci     | Murder One                  | Richard Cross      | ABC        |        |
| Noah Wyle         | ER                          | John Carter        | NBC        |        |
| 1996-1997         |                             |                    |            |        |
| Hector Elizondo   | Chicago Hope                | Phillip Watters    | CBS        |        |
| Adam Arkin        | Chicago Hope                | Aaron Shutt        | CBS        |        |
| Eriq La Salle     | ER                          | Peter Benton       | NBC        |        |
| Nicholas Turturro | NYPD Blue                   | James Martinez     | ABC        |        |
| Noah Wyle         | ER                          | John Carter        | NBC        |        |
| 1997-1998         |                             |                    |            |        |
| Gordon Clapp      | NYPD Blue                   | Greg Medavoy       | ABC        |        |
| Hector Elizondo   | Chicago Hope                | Phillip Watters    | CBS        |        |
| Steven Hill       | Law & Order                 | Adam Schiff        | NBC        |        |
| Eriq La Salle     | ER                          | Peter Benton       | NBC        |        |
| Noah Wyle         | ER                          | John Carter        | NBC        |        |
| 1998-1999         |                             |                    |            |        |
| Michael Badalucco | The Practice                | Jimmy Berluti      | ABC        |        |
| Benjamin Bratt    | Law & Order                 | Rey Curtis         | NBC        |        |
| Steve Harris      | The Practice                | Eugene Young       | ABC        |        |
| Steven Hill       | Law & Order                 | Adam Schiff        | NBC        |        |
| Noah Wyle         | ER                          | John Carter        | NBC        |        |

### Dècada del 2000
| Any                 | Actor          | Programa                | Personatge | Cadena |
| ------------------- | -------------- | ----------------------- | ---------- | ------ |
| 1999-2000           |                |                         |            |        |
| Richard Schiff      | The West Wing  | Toby Ziegler            | NBC        |        |
| Michael Badalucco   | The Practice   | Jimmy Berlutti          | ABC        |        |
| Dominic Chianese    | The Sopranos   | Junior Soprano          | HBO        |        |
| Steve Harris        | The Practice   | Eugene Young            | ABC        |        |
| John Spencer        | The West Wing  | Leo McGarry             | NBC        |        |
| 2000-2001           |                |                         |            |        |
| Bradley Whitford    | The West Wing  | Josh Lyman              | NBC        |        |
| Dominic Chianese    | The Sopranos   | Junior Soprano          | HBO        |        |
| Michael Imperioli   | The Sopranos   | Christopher Moltisanti  | HBO        |        |
| Richard Schiff      | The West Wing  | Toby Ziegler            | NBC        |        |
| John Spencer        | The West Wing  | Leo McGarry             | NBC        |        |
| 2001-2002           |                |                         |            |        |
| John Spencer        | The West Wing  | Leo McGarry             | NBC        |        |
| Victor Garber       | Alias          | Jack Bristow            | ABC        |        |
| Dulé Hill           | The West Wing  | Charlie Young           | NBC        |        |
| Freddy Rodriguez    | Six Feet Under | Federico Diaz           | HBO        |        |
| Richard Schiff      | The West Wing  | Toby Ziegler            | NBC        |        |
| Bradley Whitford    | The West Wing  | Josh Lyman              | NBC        |        |
| 2002-2003           |                |                         |            |        |
| Joe Pantoliano      | The Sopranos   | Ralph Cifaretto         | HBO        |        |
| Victor Garber       | Alias          | Jack Bristow            | ABC        |        |
| Michael Imperioli   | The Sopranos   | Christopher Moltisanti  | HBO        |        |
| John Spencer        | The West Wing  | Leo McGarry             | NBC        |        |
| Bradley Whitford    | The West Wing  | Josh Lyman              | NBC        |        |
| 2003-2004           |                |                         |            |        |
| Michael Imperioli   | The Sopranos   | Christopher Moltisanti  | HBO        |        |
| Steve Buscemi       | The Sopranos   | Tony Blundetto          | HBO        |        |
| Brad Dourif         | Deadwood       | Doc Cochran             | HBO        |        |
| Victor Garber       | Alias          | Jack Bristow            | ABC        |        |
| John Spencer        | The West Wing  | Leo McGarry             | NBC        |        |
| 2004-2005           |                |                         |            |        |
| William Shatner     | Boston Legal   | Denny Crane             | ABC        |        |
| Alan Alda           | The West Wing  | Arnold Vinick           | NBC        |        |
| Naveen Andrews      | Lost           | Sayid Jarrah            | ABC        |        |
| Terry O'Quinn       | Lost           | John Locke              | ABC        |        |
| Oliver Platt        | Huff           | Russell Tupper          | Showtime   |        |
| 2005-2006           |                |                         |            |        |
| Alan Alda           | The West Wing  | Arnold Vinick           | NBC        |        |
| Michael Imperioli   | The Sopranos   | Christopher Moltisanti  | HBO        |        |
| Gregory Itzin       | 24             | President Charles Logan | Fox        |        |
| Oliver Platt        | Huff           | Russell Tupper          | Showtime   |        |
| William Shatner     | Boston Legal   | Denny Crane             | ABC        |        |
| 2006-2007           |                |                         |            |        |
| Terry O'Quinn       | Lost           | John Locke              | ABC        |        |
| Michael Emerson     | Lost           | Ben Linus               | ABC        |        |
| Michael Imperioli   | The Sopranos   | Christopher Moltisanti  | HBO        |        |
| T.R. Knight         | Grey's Anatomy | Dr. George O'Malley     | ABC        |        |
| Masi Oka            | Heroes         | Hiro Nakamura           | NBC        |        |
| William Shatner     | Boston Legal   | Denny Crane             | ABC        |        |
| 2007-2008           |                |                         |            |        |
| Željko Ivanek       | Damages        | Ray Fiske               | FX         |        |
| Ted Danson          | Damages        | Arthur Frobisher        | FX         |        |
| Michael Emerson     | Lost           | Ben Linus               | ABC        |        |
| William Shatner     | Boston Legal   | Denny Crane             | ABC        |        |
| John Slattery       | Mad Men        | Roger Sterling, Jr.     | AMC        |        |
| 2008-2009           |                |                         |            |        |
| Michael Emerson     | Lost           | Ben Linus               | ABC        |        |
| Christian Clemenson | Boston Legal   | Jerry Espenson          | ABC        |        |
| William Hurt        | Damages        | Daniel Purcell          | FX         |        |
| Aaron Paul          | Breaking Bad   | Jesse Pinkman           | AMC        |        |
| William Shatner     | Boston Legal   | Denny Crane             | ABC        |        |
| John Slattery       | Mad Men        | Roger Sterling, Jr.     | AMC        |        |

### Dècada del 2010
| Any                | Actor                | Programa                     | Personatge | Cadena |
| ------------------ | -------------------- | ---------------------------- | ---------- | ------ |
| 2009-2010          |                      |                              |            |        |
| Aaron Paul         | Breaking Bad         | Jesse Pinkman                | AMC        |        |
| Andre Braugher     | Men of a Certain Age | Owen Thoreau, Jr.            | TNT        |        |
| Michael Emerson    | Lost                 | Ben Linus                    | ABC        |        |
| Terry O'Quinn      | Lost                 | John Locke / L'home de negre | ABC        |        |
| Martin Short       | Damages              | Leonard Winstone             | FX         |        |
| John Slattery      | Mad Men              | Roger Sterling, Jr.          | AMC        |        |
| 2010-2011          |                      |                              |            |        |
| Peter Dinklage     | Game of Thrones      | Tyrion Lannister             | HBO        |        |
| Andre Braugher     | Men of a Certain Age | Owen Thoreau, Jr.            | TNT        |        |
| Josh Charles       | The Good Wife        | Will Gardner                 | CBS        |        |
| Alan Cumming       | The Good Wife        | Eli Gold                     | CBS        |        |
| Walton Goggins     | Justified            | Boyd Crowder                 | FX         |        |
| John Slattery      | Mad Men              | Roger Sterling, Jr.          | AMC        |        |
| 2011-2012          |                      |                              |            |        |
| Aaron Paul         | Breaking Bad         | Jesse Pinkman                | AMC        |        |
| Jim Carter         | Downton Abbey        | Charles Carson               | PBS        |        |
| Brendan Coyle      | Downton Abbey        | John Bates                   | PBS        |        |
| Peter Dinklage     | Game of Thrones      | Tyrion Lannister             | HBO        |        |
| Giancarlo Esposito | Breaking Bad         | Gus Fring                    | AMC        |        |
| Jared Harris       | Mad Men              | Lane Pryce                   | AMC        |        |
| 2012-2013          |                      |                              |            |        |
| Bobby Cannavale    | Boardwalk Empire     | Gyp Rosetti                  | HBO        |        |
| Jonathan Banks     | Breaking Bad         | Mike Ehrmantraut             | AMC        |        |
| Jim Carter         | Downton Abbey        | Charles Carson               | PBS        |        |
| Peter Dinklage     | Game of Thrones      | Tyrion Lannister             | HBO        |        |
| Mandy Patinkin     | Homeland             | Saul Berenson                | Showtime   |        |
| Aaron Paul         | Breaking Bad         | Jesse Pinkman                | AMC        |        |